# Estadi Ildo Meneghetti
L'Estadi Ildo Meneghetti o Estadi dos Eucaliptos fou un estadi de futbol de la ciutat de Porto Alegre, a Rio Grande do Sul, Brasil.
Va ser inaugurat l'any 1931. Hi jugaven els clubs Sport Club Americano i Sport Club Internacional. Va ser seu de la Copa del Món de Futbol de 1950.
El març de 1969 es disputà el darrer partit a l'estadi, ja que un nou estadi, l'estadi Beira-Rio, fou construït. Finalment, l'any 2012 fou demolit.